# 야수르산

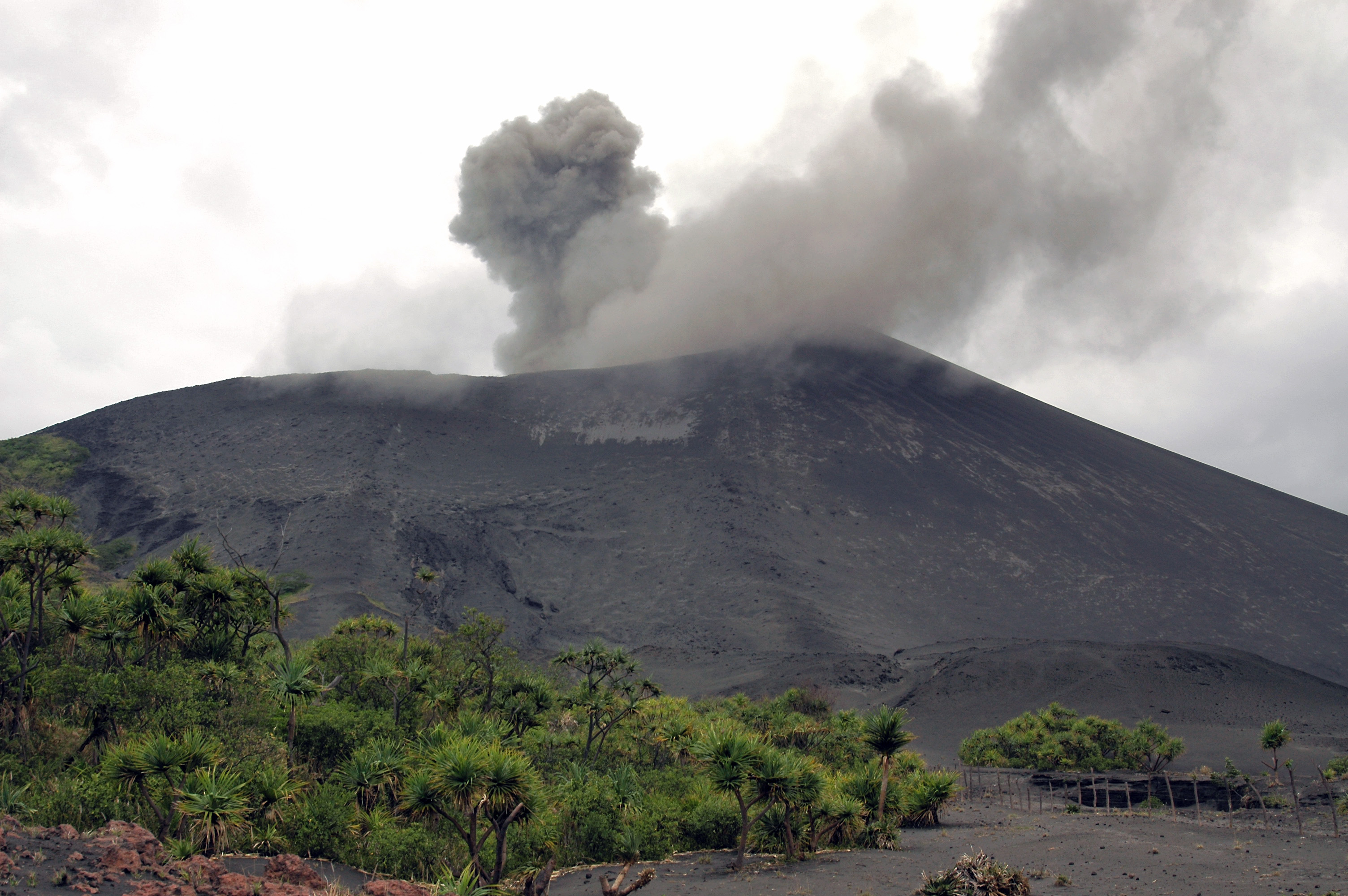

야수르산(Mount Yasur)은 바누아투에 있는 화산이다. 이 화산은 성층 화산으로, 활화산이다. 해발고도 361m의 낮은 화산으로, 바누아투에서도 인기 있는 화산이다. 이 화산은 주로 스트롬볼리산과 같은 분화방식인 스트롬볼리식 분출을 한다. 화구는 벽에서 증기가 계속 뿜어져 나온다. 스트롬볼리식 분출은 주로 천둥치는 것과 같은 소리가 나는데, 이곳에서도 똑같은 분출을 하기 때문에 용암을 분출할 때 굉음이 나온다. 때때로 용암과 화산재를 동원하여 분출하기도 한다. 이 화산은 바누아투에서도 자주 터지는 화산에 속한다.

## 분화 양식
이 화산은 주로 스트롬볼리식 분출을 하기 때문에 용암이 많이 뿜어져 나온다. 분출한 액상의 용암이 많이 날아가진 않기 때문에, 용암이 산 밖으로 나오는 일은 없다.